# Ровины (Польша)
Ровины (пол. Rowiny) — деревня в Бяльском повете Люблинского воеводства Польши. Входит в состав гмины Вишнице. По данным переписи 2011 года, в деревне проживало 165 человек.

## География
Деревня расположена на востоке Польши, на берегах реки Грабарки, на расстоянии приблизительно 23 километров к юго-востоку от города Бяла-Подляска, административного центра повета. Абсолютная высота — 150 метров над уровнем моря. К западу от населённого пункта проходит региональная автодорога 812.

## История
По данным на 1827 год имелось 22 двора и проживало 138 человек. Согласно «Справочной книжке Седлецкой губернии на 1875 год» деревня входила в состав гмины Городище Влодавского уезда Седлецкой губернии.
В период с 1975 по 1998 годы находилась в составе Бяльскоподляского воеводства.

## Население
Демографическая структура по состоянию на 31 марта 2011 года:
|         | Всего | До трудоспособного возраста | Трудоспособного возраста | Старше трудоспособного возраста |
| ------- | ----- | --------------------------- | ------------------------ | ------------------------------- |
| Мужчины | 82    | 11                          | 58                       | 13                              |
| Женщины | 83    | 16                          | 43                       | 24                              |
| Всего   | 165   | 27                          | 101                      | 37                              |